# Distretto di Mueang Chainat
Il distretto di Mueang Chainat (in thailandese: เมืองชัยนาท) è un distretto (amphoe) della Thailandia, situato nella provincia di Chainat, della quale è il capoluogo.